# Paremeopedus wakensis
Paremeopedus wakensis är en skalbaggsart som beskrevs av J. Linsley Gressitt 1956. Paremeopedus wakensis ingår i släktet Paremeopedus och familjen långhorningar. Inga underarter finns listade i Catalogue of Life.